# Бернштейн, Ричард
Ричард Фредерик Бернштейн (англ. Richard Frederick Bernstein; 31 октября 1939, Нью-Йорк, Нью-Йорк — 18 октября 2002, Нью-Йорк, Нью-Йорк) — американский художник, дизайнер, фотограф, оформитель, работавший в стиле поп-арт.

## Биография
Родился в Нью-Йорке в 1939 году. Окончил Институт Пратта, позднее учился в Колумбийском университете, где получил степень магистра изящных искусств.
Первая выставка Бернштейна состоялась в галерее Iris Clert в Париже. Его работы также были представлены в галерее Axiom в Лондоне, галерее Barozzi в Венеции, галерее Monet в Амстердаме и галерее Nancy Hoffman в Нью-Йорке. В настоящее время его работы находятся в нескольких музейных коллекциях, в том числе в Галерее искусства Коркоран в Вашингтоне, в музее Стейдлик в Амстердаме, в Метрополитен-музее и Музее современного искусства в Нью-Йорке.
В течение долгого времени являлся дизайнером обложек журнала Interview Энди Уорхола, который восхищался работами Бернштейна, а также был его хорошим другом.
Бернштейн работал как оформитель обложек альбомов, одни из его самых знаменитых работ — обложки пластинок Грейс Джонс.
Больше сорока лет прожил в отеле «Челси». Скончался 18 октября 2002 в Нью-Йорке от СПИДа.